# 海棠镇 (甘洛县)
海棠镇，是中华人民共和国四川省凉山彝族自治州甘洛县下辖的一个乡镇级行政单位。2020年6月，撤销蓼坪乡、坪坝乡，将原蓼坪乡和原坪坝乡坪坝村、石十儿村、双马槽村、窑厂村、三匹岩村、松树坪村、巴洛村、三十户村、黄水塘村、林子村所属行政区域划归海棠镇管辖。

## 行政区划
海棠镇下辖以下地区：
东门村、海棠村、正西村、西桥村、大桥村、徐家山村和唐家湾村。